# سباق 100 متر رجال في الألعاب الأولمبية الصيفية 2016
 سباق 100 متر رجال في الألعاب الأولمبية الصيفية 2016 أقيم الحدث في الفترة ما بين 13 - 14 أغسطس 2016 في ملعب جواو هافيلانج الأولمبي. تضمنت التأهل للحدث النهائي ثلاث جولات تمهيدية للوافدين دون الحد الأدنى من التأهيل، جولة من التصفيات من ثماني مجوعات، تليها ثلاث مباريات نصف نهائية تتكون كل منها من ثمانية رياضيين، ثم تقلصت إلى ثمانية رياضيين للنهائي. دخل أسرع رجل في العالم، حامل رقم قياسي عالمي وبطل أوليمبي 2012 وبطل العالم 2015 العداء الجاميكي يوسين بولت يتطلع إلى أن يصبح أول عداء يفوز بثلاثة ألقاب أوليمبية في سباق 100 متر متتالية، وهو ما عبر عنه في الفترة التي تسبق الألعاب الأولمبية في وقت متأخر من يوم الأحد 8 أغسطس 2016 في بضعة كلمات تعكس الثقة بالنفس قال بولت في تغريدة 
| سباق 100 متر رجال في الألعاب الأولمبية الصيفية 2016 | "أنا هنا في ريو مستعد لصنع التاريخ ، لذا تأكد من شراء التذاكر واخرج وشاهد". | سباق 100 متر رجال في الألعاب الأولمبية الصيفية 2016 |

 لتشجيع الناس لشراء أكثر من مليون تذكرة التي لم يتم بيعها خلال عطلة نهاية الأسبوع الافتتاحية للألعاب. بالرغم من احتلاله المركز الرابع لهذا الموسم بتسجيل رقم 9.88 ثانية، متأثراً بإصابته بداية الموسم. لم يخسر أيضاً الوصيف العالمي لعام 2015 والبطل الأمريكي جاستن غاتلين في ذلك العام وحصل على أسرع وقت في 9.80 ، على الرغم من تعرضه أيضًا لإصابة، فيما حل ترايفون بروميل (الرجل الثالث في منصة التتويج 2015) ثاني أسرع رجل في الموسم، بينما سجل الفرنسي جيمي فيكوت مرتين عدو أقل من 9.9 ثانية، لكنه تعرض للضرب في بطولة أوروبا 2016. دخل يوهان بليك من جامايكا صاحب الميدالية الفضية الأولمبية لعام 2012 وثاني أسرع رجل على الإطلاق، لكنه لم يظهر بشكل قوي منذ ذلك العام.

## الأرقام القياسية
قبل هذه المسابقة، كانت الأرقام القياسية العالمية والأولمبية الحالية كما يلي:
| الرقم القياسي العالمي  | يوسين بولت (JAM)     | 9.58 | برلين، ألمانيا        | 16 أغسطس 2009 |
| الرقم القياسي الأولمبي | يوسين بولت (جامايكا) | 9.63 | لندن، المملكة المتحدة | 05 أغسطس 2012 |

### الأرقام القياسية القارية
| منطقة                                                   |               |      |                   |          |
| منطقة                                                   | الوقت (ثانية) | رياح | الرياضي           | البلد    |
| ------------------------------------------------------- | ------------- | ---- | ----------------- | -------- |
| أفريقيا (أرقام قياسية)                                  | 9.85          | +1.7 | أولوسوجي فاسوبا   | نيجيريا  |
| آسيا (أرقام قياسية)                                     | 9.91          | +1.8 | فيمي أوغونود      | قطر      |
| آسيا (أرقام قياسية)                                     | 9.91          | +0.6 | فيمي أوغونود      | قطر      |
| أوروبا (أرقام قياسية)                                   | 9.86          | +0.6 | فرانسيس أوبيكويلو | البرتغال |
| أوروبا (أرقام قياسية)                                   | 9.86          | +1.3 | جيمي فيكوت        | فرنسا    |
| أوروبا (أرقام قياسية)                                   | 9.86          | +1.8 | جيمي فيكوت        | فرنسا    |
| أمريكا الشمالية وأمريكا الوسطى والكاريبي (أرقام قياسية) | 9.58 WR       | +0.9 | يوسين بولت        | جامايكا  |
| أوقيانوسيا (أرقام قياسية)                               | 9.93          | +1.8 | باتريك جونسون     | أستراليا |
| أمريكا الجنوبية (أرقام قياسية)                          | 10.00[A]      | +1.6 | روبسون دا سيلفا   | البرازيل |

تم تسجيل بعض الأرقام الوطنية خلال المسابقة:
| بلد        | رياضي                     | جولة        | وقت  | ملاحظات |
| ---------- | ------------------------- | ----------- | ---- | ------- |
| ساحل العاج | بن يوسف معطي (ساحل العاج) | نصف النهائي | 9.97 |         |
| ساحل العاج | بن يوسف معطي (ساحل العاج) | النهائي     | 9.96 |         |

## نتائج

### الجولة التمهيدية
تضمنت الجولة التمهيدية الرياضيين المدعوين للمنافسة الذين لم يحققوا معيار التأهل المطلوب. تلقى الرياضيون الذين حققوا المستوى القياسي وداعًا في الجولة الأولى المناسبة. قواعد التأهيل: يتقدم أول 2 في كل مباراة (Q) والاثنان التاليان الأسرع (q) إلى الجولة 1.

#### الجولة التمهيدية الاولى
| المركز | المسار | الرياضي            | الجنسية     | استجابة        | الوقت | ملاحظات |
| ------ | ------ | ------------------ | ----------- | -------------- | ----- | ------- |
| 1      | 9      | ريست بانديف        | مقدونيا     | 0.145          | 10.72 | Q, SB   |
| 2      | 8      | سوديرمان هادي      | إندونيسيا   | 0.136          | 10.77 | Q       |
| 3      | 4      | محمد أبو خوصة      | فلسطين      | 0.176          | 10.82 | q       |
| 4      | 5      | هولدر دا سيلفا     | غينيا بيساو | 0.165          | 10.97 |         |
| 5      | 6      | ويلفريد بينجانجوا  | الغابون     | 0.145          | 11.03 |         |
| 6      | 2      | محمد لمين دانسوكو  | غينيا       | 0.145          | 11.05 |         |
| 7      | 7      | عبد الوهاب الظاهري | أفغانستان   | 0.170          | 11.56 |         |
| 8      | 3      | ريشسون سمعان       | جزر مارشال  | 0.136          | 11.81 | SB      |
|        |        |                    |             | Wind: −0.2 m/s |       |         |